# Fagerhults distrikt
Fagerhults distrikt är ett distrikt i Högsby kommun och Kalmar län. 
Distriktet ligger i västra delen av kommunen. 

## Tidigare administrativ tillhörighet
Distriktet inrättades 2016 och utgörs av socknen Fagerhult i Högsby kommun.
Området motsvarar den omfattning Fagerhults församling hade vid årsskiftet 1999/2000.